# Heilig Hartbeeld (Orthen)
Het Heilig Hartbeeld is een standbeeld in de voormalige buurtschap Orthen, tegenwoordig een wijk van 's-Hertogenbosch, in de provincie Noord-Brabant.

## Achtergrond
Beeldhouwer Piet Verdonk kreeg rond 1949 opdracht van de parochie in Orthen voor het maken van een monument, dat werd opgericht uit dankbaarheid voor de behouden terugkeer van militairen uit Indonesië. Hij ontwierp een Goede Herder met een schaap op diens schouders en vier schapen aan zijn voeten. In de uiteindelijke uitvoering zijn, wegens geldgebrek, twee schapen weggelaten. Het beeld werd geplaatst bij de Lambertuskerk in Orthen en later bij diens opvolger, de San Salvatorkerk.

## Beschrijving
Het Heilig Hartbeeld toont een staande Christus als Goede Herder. Hij is gekleed in een lang gewaad, op zijn borst is het Heilig Hart zichtbaar. Hij houdt een schaap op zijn schouders vast en kijkt omlaag naar een van de twee schapen aan zijn voeten. Het beeld staat op een lage, gemetselde sokkel.